# Погорелое Городище (станция)
Погоре́лое Городи́ще — железнодорожная станция Октябрьской железной дороги на линии Москва — Виндава (Рижское направление) в одноимённом селе Зубцовского района Тверской области. Входит в Московский центр организации работы железнодорожных станций ДЦС-1 Октябрьской дирекции управления движением.
Находится около реки Горянка. Рядом находятся сёла: Носово, Копылово, Петровское, Золотилово. Здание станции построено в середине XX века из камня и кирпича. Имеет телефонный узел и почту. Отделка вокзала выполнена в жёлтых тонах.

## Пассажирское сообщение
- Рельсовый автобус Шаховская — Ржев-Балтийский. Две пары в сутки.
- Электропоезд «Ласточка» Москва-Курская - Муравьево. 1 пара в сутки по субботам и воскресеньям.

С 1 мая 2021 года станция обслуживает только пригородные маршруты. Поезда дальнего следования до Великих Лук и Пскова перенесены отправлением с Рижского вокзала на Белорусский вокзал.